# Gunung Putri (Bunguran Barat)
Gunung Putri is een bestuurslaag in het regentschap Natuna van de provincie Riau-archipel, Indonesië. Gunung Putri telt 1032 inwoners (volkstelling 2010).